# Dorcadion sulcipenne
Dorcadion sulcipenne är en skalbaggsart. Dorcadion sulcipenne ingår i släktet Dorcadion och familjen långhorningar.

## Underarter
Arten delas in i följande underarter:
- D. s. sulcipenne
- D. s. goktshanum
- D. s. impressicorne